# Герб П'ятихаток

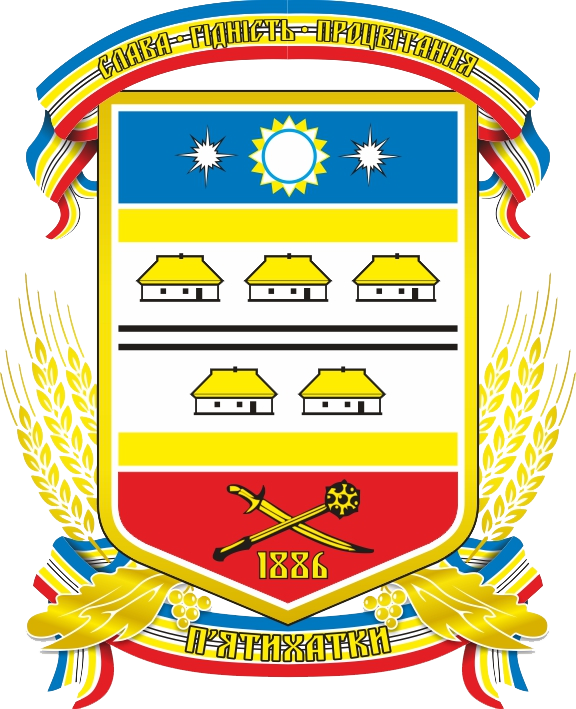

Герб П'ятихаток - герб міста П'ятихатки. Затверджений 21 червня 2001 р. рішенням № 148-16/XXII  П'ятихатської міської ради. Автор Я.В.Котловська. Герб є промовистим.

## Опис
На срібному щиті п'ять срібних хаток під золотими стріхами (3 та 2), між ними дві чорні нитяні балки, над підвищеною золотою балкою у лазуровій главі срібне сонце з 16-ма перемінними золотими та срібними променями, обабіч якого дві срібні зірки із 16-ма променями різної довжини (4 — довгі, 4 — середні, 8 — короткі), під пониженою золотою балкою на червоній базі перехрещені золоті булава та шабля вістрям униз, під ними золотий напис «1886».

## Значення
Українські хати обабіч двох чорних смуг, що зображують залізничну колію, вказують на початок розбудови у 1886 році міста із станційних п'яти хаток, що відбилося в його назві. Золоті балки уособлюють навколишні пшеничні лани. Булава та козацька шабля козацькі часи. Сонце і зорі втілюють ідею прагнення мешканців міста до вічних високих і благородних цілей.

## Критика
- Герб перевантажений розділеннями.
- Не має сенсу чергування кольору невиразних сонячних промінців.
- Срібне поле для біло-жовтих домів із солом'яними дахами неприпустимо за геральдичним правилом: «метали на емаль».
- Всередині герба не має бути дати заснування. Дата «1886» на гербі розташована поряд із символікою подій 17 сторіччя.
- Герб найкраще покласти на булаву й шаблю навхрест.